# Roberto Garcés
Roberto Daniel Garcés Salazar (Quito, 7 giugno 1993) è un calciatore ecuadoriano, centrocampista dell'Emelec.

## Palmarès

### Club

#### Competizioni internazionali
- Coppa Sudamericana: 1

Independiente del Valle: 2019